# Forstkandidat
Forstkandidat (Cand.silv.) (latin: candidatus/candidata silvinomiæ) er betegnelsen for en person, der er indehaver af en kandidatgrad i skovbrug fra Københavns Universitet.
| Job | Spire Denne artikel om et job eller en stillingsbetegnelse er en spire som bør udbygges. Du er velkommen til at hjælpe Wikipedia ved at udvide den. |